# Wilhelm Gustloff (político)
Wilhelm Maria Johannes Gustloff (Schwerin, 30 de enero de 1895 Davos, 4 de febrero de 1936) fue un miembro, fundador y líder, o jefe regional (Landesgruppenleiter), del Partido Nacional Socialista Alemán de los Trabajadores (NSDAP), comúnmente llamado Partido Nazi, en su rama suiza.

## Biografía

### Inicios y fundación del partido Nazi en Suiza
Hijo de un comerciante llamado Herrmann Gustloff, nació en el Este de Alemania, en Schwerin (Mecklemburgo). Debido a una enfermedad pulmonar, en 1917 se trasladó a la ciudad suiza de Davos, donde había una red balnearios y otras infraestructuras especializadas en dichas enfermedades, dado el clima idóneo de los Alpes. Asentándose allí, pasó a trabajar como meteorólogo para el gobierno suizo (Instituto de Meteorología Suizo).
En los años 30, en Davos existía una comunidad alemana bastante numerosa, hasta un cuarto de la población total, que adquiriendo numerosas propiedades, entre ellas varios sanatorios y balnearios. 
Habiéndose afiliado al partido nazi (1929), tres años más tarde fundó y lideró la rama suiza del partido (1932) en Davos (NSDAP/AO, rama del partido para miembros viviendo en el extranjero). Para ello contó con alemanes residentes en Suiza y algunos suizos de habla germana. Además, también recibió el apoyo de algunos políticos y hombres de negocios.
Dado que su mujer, Hedwig Schoknecht (n. 1910), había sido secretaria de Hitler, tenía una cierta amistad con él.
Desde un principio desplegó una intensa actividad extremista y agitadora. Tuvo un enorme interés en distribuir el famoso libro antisemita titulado Los Protocolos de los Sabios de Sion, hasta el punto que la comunidad judía asentada en Suiza demandó al distribuidor del libro, que era el propio partido nazi.

### Asesinato
Fue asesinado por un judío de origen croata llamado David Frankfurter (1909-1982), que era hijo de un rabino yugoslavo que moriría en un campo de concentración ustacha durante la guerra que se avecinaba.
Éste, que estudiaba medicina en Alemania, tuvo que exiliarse en 1934 a Berna (Suiza) para continuar sus estudios en la facultad de medicina debido a la política antisemita de los nazis en Alemania. Sin embargo, también allí surgió el nazismo de mano de Wilhelm Gustloff, llegando a la conclusión de su peligrosidad internacional.
Entonces David Frankfurter se convirtió en activista antinazi vigilando los movimientos de Wilhelm Gustloff, en particular, los hechos que llevaron a la publicación en Suiza de Los Protocolos de los Sabios de Sion.
En 1936, incapaz de soportar tantas humillaciones y agresiones por parte de los nazis, adquirió una pistola y, el 30 de enero de 1936, se dirigió por tren desde Berna al domicilio de Wilhelm Gustloff, localizado en la ciudad de Davos. Curiosamente, eligió el 41 aniversario del nacimiento de su víctima para asesinarlo. No obstante, ese día Wilhelm Gustloff se encontraba ausente, en una fiesta organizada por Hitler en conmemoración de la llegada al poder del Partido en Alemania (1933). Por tanto, decidió esperarlo, alojándose en el hotel Zum Löwen de Davos. El día 4 de febrero, que era martes y, por tanto, el día de la suerte en la tradición judía (ki tov), se presentó en la oficina de éste en Kurpark. Una vez allí, llamó a la puerta siendo recibido por la esposa de aquel, la cual le invitó a pasar al salón en espera del marido que estaba ocupado al teléfono. Una vez Wilhelm Gustloff terminó hizo pasar a su despacho al joven, sin responder al saludo del nazi, recibió los cinco disparos del cargador en la cabeza, cuello y pecho. Tras los gritos de la esposa, Frankfurter huyó corriendo al piso contiguo, donde fue descubierto. Acto seguido, pidió utilizar el teléfono para llamar a la policía y confesar su delito. Y se trasladó a la comisaría de policía para entregarse y contar lo sucedido. Dejó bien claro que su motivo no era personal, sino por ser judío.
El asesinato de Gustloff resonó a través de toda Europa, gracias a la propaganda nazi dirigida por Joseph Goebbels.
El régimen nazi le concedió un funeral de Estado en su lugar de nacimiento (Schwerin, en la provincia de Mecklemburgo, actual Estado Federado de Mecklemburgo-Pomerania Occidental) estando presentes Adolf Hitler, Joseph Goebbels, Hermann Göring, Heinrich Himmler, Martin Bormann y Joachim von Ribbentrop. Miles de miembros de las Juventudes Hitlerianas se alinearon en la ruta del funeral.
El tren que transportó sus restos mortales desde Davos hasta Schwerin hizo múltiples paradas en varias estaciones (Stuttgart, Wurzburgo, Érfurt, Halle, Magdeburgo y Wittenberg) para rendirle homenaje.
Su esposa recibió más tarde una pensión mensual como “pago de honor” de 400 marcos del Reich (Reichsmark).

### Consecuencias
En un principio, el asesinato de Wilhelm Gustloff no tuvo represalias inmediatas, Hitler no quería un boicot internacional a los Juegos Olímpicos de Berlín de ese mismo año (1936). Sin embargo, se le consideró un mártir y héroe de la causa nazi, y su asesinato fue otro pretexto propagandístico más, además del asesinato de otro nazi (Ernst vom Rath), para llevar a cabo dos años más tarde el famoso Pogromo de Kristallnacht (Noche de los Cristales Rotos) en noviembre de 1938 contra los ciudadanos judíos, sus propiedades y sinagogas ubicadas en los territorios del Reich (en aquellos momentos Alemania y Austria).
Apareció una fundación de carácter industrial, llamada Wilhelm Gustloff-Stiftung, tras su muerte (27/05/1936). Una fábrica de armamento, llamada Berlin Suhler Waffen und Fahrzeugwerke, fue rebautizada en 1939 con el nombre de Wilhelm Gustloff Werke (1939).
Sin embargo, su nombre no ha pasado a la historia por todo esto. La razón ha sido que un transatlántico alemán, el KS Wilhelm Gustloff, fue rebautizado con este nombre en su honor tras su muerte. Inicialmente se le iba a llamar KS "Adolf Hitler". Y el hundimiento de este barco ha pasado a la historia por ser el que mayor víctimas mortales ha tenido hasta la fecha de hoy (al menos, 5 veces más muertes que el famoso Titanic, aproximadamente unas 9000).
El asesinato del político nazi Wilhelm Gustloff, es un elemento de la famosa novela A Paso de Cangrejo del novelista alemán Günter Grass, dentro del argumento basado en el hundimiento del transatlántico Wilhelm Gustloff.

### Juicio del asesinato
En un esfuerzo por mantener la neutralidad de Suiza, el tribuna cantonal de Coira condenó a David Frankfuter a la pena de 18 años, así como a la expulsión de Suiza una vez concluida la pena.
En 1945, terminada la Guerra, fue liberado, trasladándose a Palestina, participando en la fundación del Estado de Israel. 
Actualmente, David Frankfurter, que murió en Tel Aviv (Israel) 46 años después del asesinato, es considerado un héroe tanto en Suiza como en Israel.